# أبينوخار
بلدية أبينوخار (بالإسبانية: Abenójar)‏، هي إحدى بلديات مقاطعة سيوداد ريال إحدى مقاطعات إسبانيا، والتي تقع في منطقة قشتالة لا منتشا وسط إسبانيا.
يبلغ عدد سكانها 1.618 نسمة وفقاً لإحصائية سنة (2007).